# 陳應龍 (萬曆進士)
陳應龍（1562年—？），字德見，號起田，福建福州府侯官縣人，民籍，明朝政治人物。

## 生平
萬曆十三年（1585年）乙酉科福建鄉試四十六名舉人，萬曆十四年（1586年）聯捷丙戌科會試三名，登二甲第二十五名進士。戶部觀政，授徽州府學教授。

## 家族
曾祖父陳綸，曾任省祭；祖父陳恭；父陳子芳，曾任知州。母袁氏。具慶下。兄陳應箕。弟陳應麟、陳應元（生員）、陳應魁、陳應鶚、陳應鳳。